# Jean Chassang
Jean Chassang (Désertines, 8 febbraio 1951) è un ciclista su strada francese.

## Carriera
Professionista dal 1975 al 1984, Jean Chassang ha vinto 20 eventi, tra cui il Critérium national nel 1977 a Toucy battendo Raymond Delisle in volata e il titolo di campione francese di ciclocross nel 19811,2. È un prezioso compagno di squadra di Bernard Hinault.
Nel 1979 fu secondo nel Bretagne Classic Ouest France. 

## Palmarès (parziale)
- 1974

Parigi-Auxerre